# No pares
No pares è un singolo del gruppo musicale messicano RBD, pubblicato nel 2006 ed estratto dall'album Live in Hollywood.

## Tracce
1. No Pares (studio version) - 3:47
2. No Pares (live acoustic version) - 4:15